# 갈봉근
갈봉근(葛奉根, 1932년 4월 6일~2002년 11월 18일)은 대한민국의 헌법학자, 정치인이다. 제9·10대 국회의원을 지냈다.

## 생애
경남중학교 졸업을 거쳐 서울대학교 법과대학을 나왔다. 독일 Kiel, Bonn 대학에서 공법학을 전공하였으며, 독일 본 대학교에서 법학박사 학위를 받았다. 독일 Marburg 대학교 강사, 서울대 법대, 상대, 문리대, 동 대학원 강사와 중앙대학교 교수 및 한국헌법학회부회장을 역임하였다.
1972년 중앙대학교 교수 재직시, 법무부의 헌법심의위원회에 참여하여 "유신헌법"을 마련하였다. 제9대 국회의원 선거 당시 유신정우회 국회의원으로 당선되었으며 제10대 국회의원 선거에서도 유신정우회 국회의원으로 당선되었다.
2002년 11월 18일에 사망했다.

## 역대 선거 결과
|  | 0% |

|  | 0% |